# Maria di Lituania (figlia di Algirdas)
Maria di Lituania (1363 circa – dopo il 1382) era una delle figlie del granduca di Lituania Algirdas e della sua seconda moglie Uliana di Tver'.

## Biografia
Verso il 1379 fu concessa in sposa su iniziativa di suo fratello Jogaila, granduca di Lituania, a Vaidila, un suo consigliere fidato. Nel 1381, mentre era in corso nel territorio baltico la guerra civile del 1381-1384, Vaidila fu giustiziato dallo zio di Jogaila, il granduca Kęstutis. Secondo l'opinione di Jozef Wolff, sostenuta tra gli altri da Jan Tęgowski, il secondo marito di Maria fu il principe Davide Dimitrovič di Gorodec, come riferisce il sinodico di Lubecca, in cui Davide Dimitrovič viene citato assieme alla moglie Maria. L'unica figlia di Demetrio e Maria era Mitka, indicata però come sorella di Švitrigaila in un documento del 1451; altri invece indicano come secondo figlio un certo Vladimiro. La data di morte di Maria è sconosciuta, anche solo approssimativamente.
I principi di Lukomski credevano che la loro discendenza derivasse dalla sorella di Jogaila e questa sorella non poteva che essere Maria. Secondo Leontij Vojtovič, la famiglia dei Lukomski nasceva dal secondo matrimonio di Maria.

## Ascendenza
|                       |                    |                          | Genitori              |  |  | Nonni |  |  | Bisnonni |  |  | Trisnonni |  |
|                       |                    |                          |                       |  |  |       |  |  | Butvydas |  |  | …         |  |
|                       |                    |                          |                       |  |  |       |  |  | Butvydas |  |  | …         |  |
|                       |                    | …                        |                       |  |  |       |  |  | Butvydas |  |  |           |  |
| Gediminas             |                    |                          |                       |  |  |       |  |  | Butvydas |  |  |           |  |
|                       |                    | …                        | …                     |  |  |       |  |  |          |  |  |           |  |
|                       |                    | …                        | …                     |  |  |       |  |  |          |  |  |           |  |
|                       |                    | …                        | …                     |  |  |       |  |  |          |  |  |           |  |
| Algirdas              |                    | …                        |                       |  |  |       |  |  |          |  |  |           |  |
|                       |                    | Ivan di Polack           | …                     |  |  |       |  |  |          |  |  |           |  |
|                       |                    | Ivan di Polack           | …                     |  |  |       |  |  |          |  |  |           |  |
|                       |                    | Ivan di Polack           | …                     |  |  |       |  |  |          |  |  |           |  |
| Jewna di Polack       |                    | Ivan di Polack           |                       |  |  |       |  |  |          |  |  |           |  |
|                       |                    | …                        | …                     |  |  |       |  |  |          |  |  |           |  |
|                       |                    | …                        | …                     |  |  |       |  |  |          |  |  |           |  |
|                       |                    | …                        | …                     |  |  |       |  |  |          |  |  |           |  |
| Maria di Lituania     |                    | …                        |                       |  |  |       |  |  |          |  |  |           |  |
|                       | Michail Jaroslavič | Jaroslav III di Vladimir |                       |  |  |       |  |  |          |  |  |           |  |
|                       | Michail Jaroslavič | Jaroslav III di Vladimir |                       |  |  |       |  |  |          |  |  |           |  |
|                       | Michail Jaroslavič | Ksenija                  |                       |  |  |       |  |  |          |  |  |           |  |
| Alessandro I di Tver' | Michail Jaroslavič |                          |                       |  |  |       |  |  |          |  |  |           |  |
|                       |                    | Anna di Kašin            | Dimitrij Borisovič    |  |  |       |  |  |          |  |  |           |  |
|                       |                    | Anna di Kašin            | Dimitrij Borisovič    |  |  |       |  |  |          |  |  |           |  |
|                       |                    | Anna di Kašin            | …                     |  |  |       |  |  |          |  |  |           |  |
| Uliana di Tver'       |                    | Anna di Kašin            |                       |  |  |       |  |  |          |  |  |           |  |
|                       |                    | Jurij I di Galizia       | Leone I di Galizia    |  |  |       |  |  |          |  |  |           |  |
|                       |                    | Jurij I di Galizia       | Leone I di Galizia    |  |  |       |  |  |          |  |  |           |  |
|                       |                    | Jurij I di Galizia       | Costanza d'Ungheria   |  |  |       |  |  |          |  |  |           |  |
| Anastasia di Galizia  |                    | Jurij I di Galizia       |                       |  |  |       |  |  |          |  |  |           |  |
|                       |                    | Eufemia di Cuiavia       | Casimiro I di Cuiavia |  |  |       |  |  |          |  |  |           |  |
|                       |                    | Eufemia di Cuiavia       | Casimiro I di Cuiavia |  |  |       |  |  |          |  |  |           |  |
|                       |                    | Eufemia di Cuiavia       | Eufrosina di Opole    |  |  |       |  |  |          |  |  |           |  |
|                       |                    | Eufemia di Cuiavia       |                       |  |  |       |  |  |          |  |  |           |  |